# Deutsche Kommunistische Partei
De Deutsche Kommunistische Partei (DKP, Nederlands: Duitse Communistische Partij) is een marxistisch-leninistische partij uit Duitsland. Ze werd in 1968 opgericht als de facto opvolger van de Kommunistische Partei Deutschlands, die in 1956 werd verboden. Bij de Bondsdagverkiezingen van 2009 trad de DKP alleen met een lijst in de deelstaat Berlijn aan en haalde ook geen zetel.

## Oprichting
Op 26 september 1968 maakte de latere DKP-voorzitter Kurt Bachmann in opdracht van het centraal comité van de verboden KPD op een persconferentie in Frankfurt bekend dat een 31 personen tellend KPD-comité vier dagen voordien beslist had over te gaan tot de oprichting van een nieuwe communistische partij. De Deutsche Kommunistische Partei (DKP) werd officieel op 12 en 13 april 1969 in Essen opgericht. Aanvankelijk werd ontkend dat de DKP de opvolger was van de op 17 augustus 1956 verboden KPD, maar al snel vielen de maskers. In september 1971 werd Max Reimann, eerste secretaris van de verboden KPD, lid van de DKP om in november van datzelfde jaar aangesteld te worden tot erevoorzitter van de nieuwe DKP. Zowel qua structuur als programmatorisch was de DKP identiek aan de oude KPD. Dit was niet zonder gevaar, daar het grondwettelijk hof van Duitsland dat in 1956 de KPD had verboden, grondwettelijk gezien het recht had om een vervangingsorganisatie van de verboden KPD op dezelfde basis te verbieden.
Op haar tweede partijdag in Düsseldorf in november 1971 beriep de DKP zich openlijk op het marxisme-leninisme en verklaarde ze dat haar doelstellingen gelijk waren aan die van de Sovjet-Unie en de DDR: Unzerstörbar sind die Bande der Solidarität, die die DKP mit der Sowjetunion und der KPdSU, mit der DDR und der SED, mit den übrigen Ländern der sozialistischen Staatengemeinschaft, mit der revolutionären Arbeiterbewegung und der antiimperialistischen Berfreiungsbewegung in der ganzen Welt verbinden1.

## Verkiezingsresultaten
De DKP leidt een marginaal bestaan in Duitsland. Het is de DKP slechts op gemeentelijk niveau gelukt om plaatselijk boven de kiesdrempel van 5% te komen. Na de val van het communisme in de DDR viel de financiële basis onder de DKP grotendeels weg. Sinds na de Duitse Hereniging de Oost-Duitse communisten met de PDS landelijk actief werden is de DKP verder gemarginaliseerd. Bij de deelstaatverkiezingen vanaf 1995 is de DKP niet meer boven de 0,2% van de stemmen gekomen.
Individuele leden van de DKP zijn wel via de Linkspartei in deelstaatparlementen terechtgekomen. Christel Wegner, DKP-lid en lid van het deelstaatparlement van Nedersaksen, baarde in 2008 opzien door de Berlijnse Muur te verdedigen en herinvoering van de Stasi te bepleiten.

## Leden
Op haar zesde partijdag verklaarde de toenmalige DKP-voorzitter Herbert Mies dat het aantal leden op 48.856 lag. De Duitse staatsveiligheid wees deze cijfers als overdreven af en schatte het aantal DKP'ers op ongeveer 40.0002. In 1982 daalde het aantal leden tot net onder 40.000 en dit ondanks de op de zesde partijdag opgestarte ledenwervingscampagne "Stärkt die DKP".
In 1999 was dit aantal verder gedaald tot circa 5000 leden. In de volgende jaren zal het aantal leden nooit meer boven 5000 geraken:
1999: 5000
2000: 4500
2001: 5000
2002: 4700
2003: 4700
2004: 4500 3
2013: ongeveer 3500
Over de samenstelling van de DKP bestaan niet veel gegevens. Eind 1978 bevroeg het Institut für Marxistische Studien und Forschungen (IMFS) 270 jongeren (niet ouder dan 30 jaar) die tussen 1976 en eind 1978 tot de DKP waren toegetreden4. Deze bevraging gaf de volgende resultaten: 20% arbeiders, 31,4% bedienden, 3,4% beambten, 3,7% huisvrouwen, vrije beroepen en werklozen en 41,5% studenten en scholieren.

## Aanverwante organisaties
Net als alle andere marxistische-leninistische partijen beschikt de DKP over een aantal massa- en mantelorganisaties. De bekendste zijn: de DKP-Hochschulgruppen, de Junge Pioniere, de Sozialistische Deutsche Arbeiterjugend en de Marxistischer Studentenbund Spartakus.